# Violett geléskål
Violett geléskål (Ascocoryne sarcoides) är en svampart som först beskrevs av Nikolaus Joseph von Jacquin 1781, och fick sitt nu gällande namn av James Walton Groves och Doreen E. Wilson 1967. Violett geléskål ingår i släktet geléskålar (Ascocoryne), familjen Gelatinodiscaceae, ordningen disksvampar (Helotiales) och divisionen sporsäcksvampar (Ascomycota). Släktet Ascocoryne fördes i tidigare systematik, fram till de senare åren av 2010-talet, till familjen Helotiaceae, en familj av svampar som i sin breda mening enligt nyare studier under 2010-talet visade sig vara polyfyletisk, varefter flera släkten flyttades ut ur familjen, däribland Ascocoryne.
På grund av skillnader i utseendet mellan olika stadier i svampens livscykel har svampen beskrivits flera gånger av olika auktorer under olika namn, resulterande i många synonymer. Svampen har ett asexuellt anamorf-stadie, under vilket den bildar konidier (asexuella sporer), och ett sexuellt teleomorf-stadie, då askosporer (sexuella sporer) bildas. I det förstnämnda stadiet ser svampen ut som små "blobbar", som likar gelésvampar som Tremella medan svampen i det andra stadiet har fruktkroppar som mera likar skålsvampar.

## Ekologi och utbredning
Violett geléskål är en nedbrytande svamp (saprotrof/saprofag, detrivor) som förekommer på norra halvklotet i norra Eurasien (främst Europa genom Ryssland till Japan) och Nordamerika (främst i tempererat klimat i östliga och västra Nordamerika) samt på södra halvklotet i Australien (särskilt östra Australien), på Nya Zeeland och i sydvästra Sydamerika (särskilt Chile). Arten förekommer även på Hawaii. Svampen lever främst på död ved av lövträd, som alar (släktet Alnus), björkar (släktet Betula), bok (Fagus sylvatica) och sälg (Salix caprea), men även på vissa barrträd.
Fruktkropparna uppträder under hösten och kan även förekomma under vintern, om vintern är mild. Fruktkropparna sitter ofta i täta grupper.

## Status
Arten bedöms som livskraftig i Sverige, Finland och Norge. Den ses också som en vanlig art i Danmark.